# Epascestria distictalis
Epascestria distictalis là một loài bướm đêm trong họ Crambidae.